# Fränkisch-Crumbach
Fränkisch-Crumbach – miejscowość i gmina w Niemczech, w kraju związkowym Hesja, w rejencji Darmstadt, w powiecie Odenwald, 30 czerwca 2015 liczyła 3207 mieszkańców.